# Stazione di Ponte di Piave
È la stazione a servizio del comune di Ponte di Piave. Il fabbricato della stazione è utilizzato da un circolo ricreativo per anziani, e all'esterno non presenta alcuna scritta indicatrice.

## Movimento
La stazione è servita da treni regionali svolti da Trenitalia nell'ambito del contratto di servizio stipulato con le regioni interessate.

## Servizi
Il piazzale è composto da due binari con relative pensiline per i passeggeri.

## Interscambi
Autoservizi La Marca.